# مكتب الأمم المتحدة المعني بتسخير الرياضة لأغراض التنمية والسلام
مكتب الأمم المتحدة المعني بتسخير الرياضة لأغراض التنمية والسلام (بالإنجليزية: United Nations Office on Sport for Development and Peace)‏ كما يعرف اختصاراً (بالإنجليزية: UNOSDP)‏ هو مكتب أنشئ من قبل كوفي عنان في عام 2001. تمثلت ولايته في تنسيق الجهود التي تبذلها الأمم المتحدة في تعزيز الرياضة بطريقة منهجية ومتسقة كوسيلة للمساهمة في تحقيق التنمية والسلام.
كان الألماني ويلفريد ليمكي المستشار الخاص الثاني للأمم المتحدة المعني بالرياضة من أجل التنمية والسلام؛ خلقا للسياسي السويسري أدولف أوجي في مارس 2008.
كان يقع مقر المكتب في مكاتب الأمم المتحدة في جنيف؛ بالإضافة إلى وجود مكتب اتصال في مقر الأمم المتحدة في نيويورك.
في 4 مايو 2017، أعلنت الأمم المتحدة إغلاق مكتب نهائيا.